# 핸즈프리

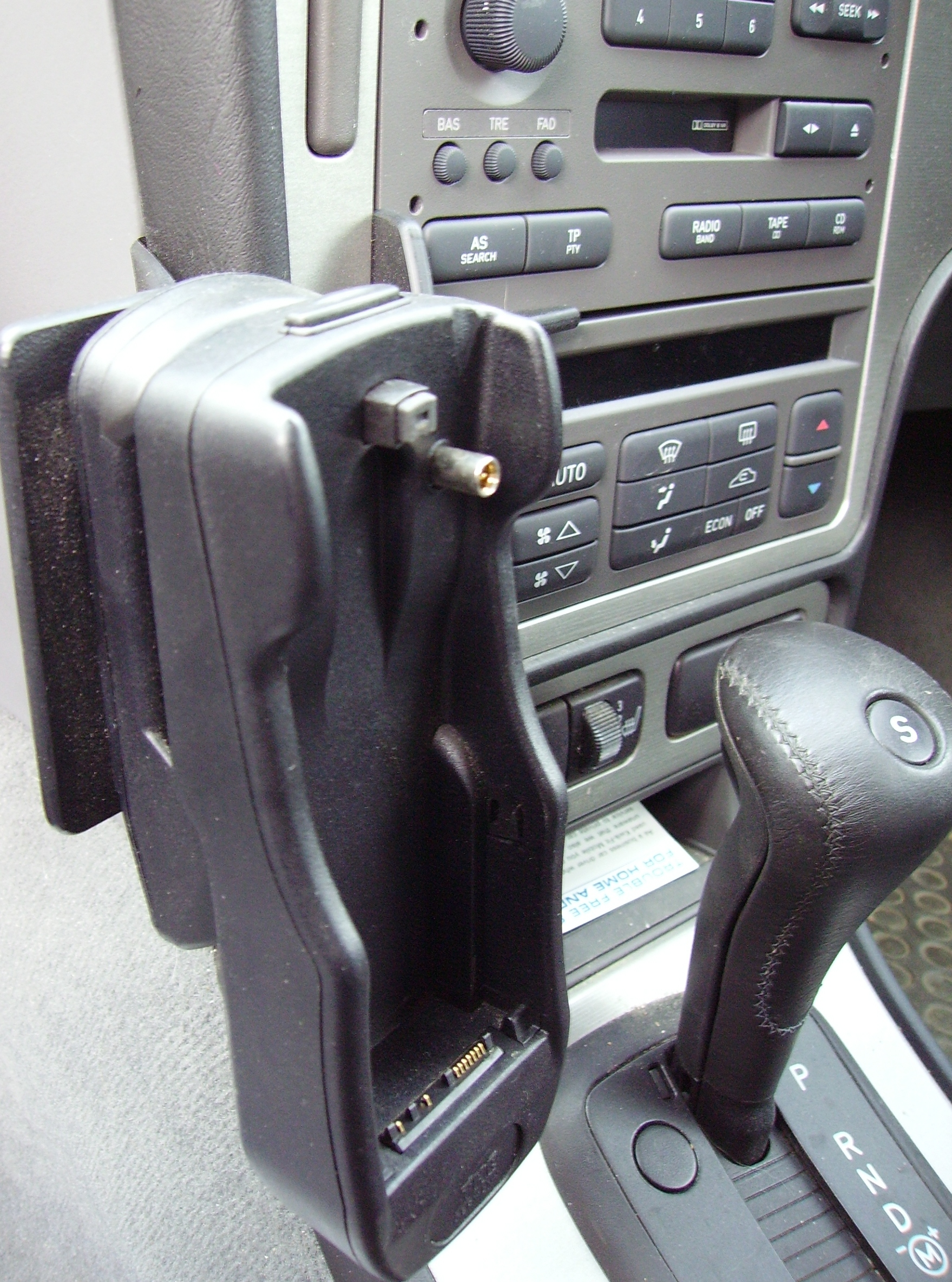

핸즈프리(handsfree)는 손을 이용하지 않고(예: 음성 명령을 통해) 사용할 수 있는 장비를 설명하는 형용사이며 더 넓은 의미에서는 손을 제한적으로 사용해야 하는 장비, 운전과 같은 다른 작업과 동시에 컨트롤에 손을 위치시킬 수 있는 것을 의미한다.
핸즈프리 통신에 보통 사용되는 장치들은 블루투스를 무선 기술로 사용한다. 통화 시작을 위해서는 스마트폰이나 다른 장치가 필요하다. 이러한 장치들에는 블루투스 헤드셋, 핸즈프리 카키트(HFCK), 개인 내비게이션 기기(PND)가 있다.

## 같이 보기
- 블루투스